# Пенелопеја
Пенелопеја (грч. Πηνελόπεια) је у грчкој митологији била нимфа дријада.

## Митологија
Потицала је са планине Килене у Аркадији у јужној Грчкој. Према Хомеровим химнама, била је Дриопова кћерка, а према истом аутору, али и Херодоту, Аполодору и Хигину, била је Панова мајка, кога је добила са Хермесом. Заправо њено име је можда изведено од грчких речи pan и , што би значило „одрати, огулити“, при чему се мисли на кожу животиње, што би било прикладно за мајку Пана, бога ловаца. Друго тумачење њеног имена је да је оно сложеница речи pênê и , што би значило „игла и конац“. Ова личност је често поистовећивана са другим ликовима. Једна од њих је Дриопа, принцеза са планине Ете, коју је завео Аполон у виду корњаче, што ипак више одговара Хермесу приликом завођења Дрипових кћерки. Такође, била је поистовећивана са нимфама Сосом и Тимбридом које се у различитим изворима помињу као Панове мајке. Коначно, с обзиром да је њено друго име Пенелопа, често је сматрана Одисејевом супругом, па су многи антички писци правили приче у којима су објашњавали како је та жена постала мајка бога Пана.